# 黒沢良のマイルドタイム
『黒沢良のマイルドタイム』（くろさわりょうのマイルドタイム）は、一部JRN系列局と一部NRN系列局で放送されていたラジオ番組である。放送回数は、1972年から2006年3月31日までで全8384回。一部のネット局では「黒沢良のティータイムジョッキー」もしくは「黒沢良の君はベストドライバー」とタイトルを差し替えて放送されていた。

## 概要
声優の黒沢良がパーソナリティを務めた帯番組である。「ごきげんいかがですか、黒沢良です」という黒沢のあいさつからスタートした。黒沢とアシスタントとの社会時事ネタに雑学を交えたトークの後、演歌もしくは歌謡曲を一曲紹介する5分版を基本に放送した（後述）。新人の演歌歌手をゲストに迎えてのトークも行われたが、まれに普天間かおりなど演歌以外の歌手が出演した。
パーソナリティの黒沢は番組が終わるまで出演したが、アシスタントは年度ごとをめどに変わった。2003年度には黒沢良事務所所属タレントの土屋志乃、2004年度にはナレーターの坂本可奈と黒沢良事務所所属タレントの鶴岡真弓、2005年度には演歌歌手の山口ひろみが務めた。
オープニングとエンディングのテーマ曲は、ジョニー・ピアソンの「二人の出会い」だった。この曲は文化放送の『青春キャンパス』でも使われたほか、静岡第一テレビのオープニングでも一時期中継局紹介時のBGMに使われていた。過去にこの曲を収めたLPが発売されていたが、このLPはすでに絶版しており、CD化もされていない。
この番組は東京の番組制作会社・放芸が制作し、各ネット局に番組販売した。このため、製作局が存在しない。番組は、5分版、10分版、15分版が確認されており、フォーマットラジオ番組としての機能があった。15分版は、1988年から1989年まで茨城放送（現在のLuckyFM茨城放送）（公式番組表による）、STVラジオ、北日本放送（2000年ごろ）などが放送した。また、最終回まで放送したCBCラジオの最末期（後述）、長崎放送など、5分版を放送する局もあった。ネット局によっては、平日の帯番組として放送のほか、週末のみの放送（北日本放送）などもあった。

## 放送局
- STVラジオ
- IBC岩手放送 - 「黒沢良のティータイムジョッキー」の題で放送。
- ラジオ福島 - 「黒沢良の君はベストドライバー」の題で放送。
- 茨城放送
- 栃木放送[3]
- 北日本放送[3]
- CBCラジオ[3]
- ラジオ関西
- 山陽放送
- 山口放送[3]
- 西日本放送[3]
- 高知放送[3]
- 長崎放送

## CBCラジオにおけるその後の経緯
CBCラジオでは、6時35分から6時45分までの10分版が放送されたが、2005年10月3日放送分をもって6時40分まで放送の5分版となった。以来、番組で掛かる曲は1曲となり、火曜にまとめて放送したゲストとのトークも火曜と水曜に分けられた。5分版への変更でできた5分枠で、帯番組の『ラジオ健遊館 佳山明生と話そう!』が放送された。最終回では、中国の経済成長で都会に集まってくる若者たちが、かつて、東京駅の「銀の鈴」に集った上京者たちを彷彿させると黒沢は語り、長年の放送に対するリスナーへの感謝で締めくくった。
番組の終了後、この時間帯は日替わりの10分番組を放送する枠に変更された。前述の『ラジオ健遊館』も金曜のみの放送に縮小した上でこの枠に残り続けたものの、改編期を待たずして打ち切られた。そしてこの枠自体も、2007年4月に『早川敦子の朝テン!』がスタートしたことによって終了した。